# Monzón
Monzón ist mit 18.152 Einwohnern (Stand: 2024) die zweitgrößte Stadt der nordspanischen Provinz Huesca in der Region Aragonien. Sie ist Sitz eines Bischofs und Zentrum einer Gemeinde, zu der auch der ca. 9 km westlich gelegene Ort Selgua gehört.

## Lage und Klima
Monzón liegt am Río Cinca und am deutlich kleineren Sosa knapp 65 (Fahrtstrecke) südöstlich der Provinzhauptstadt Huesca in einer Höhe von ca. 275 m. Die katalanische Stadt Lleida ist nur gut 50 km in südöstlicher Richtung entfernt. Das Klima ist gemäßigt bis warm; Regen (ca. 460 mm/Jahr) fällt übers Jahr verteilt.

## Bevölkerungsentwicklung
| Jahr      | 1857  | 1900  | 1950  | 2000   | 2019   |
| Einwohner | 4.692 | 3.829 | 5.594 | 14.665 | 17.469 |

Das in der Mitte des 20. Jahrhunderts einsetzende deutliche Bevölkerungswachstum beruht im Wesentlichen auf der durch die Mechanisierung der Landwirtschaft sowie der Aufgabe bäuerlicher Kleinbetriebe und dem daraus resultierenden Verlust von Arbeitsplätzen ausgelösten Landflucht.

## Wirtschaft und Infrastruktur
Die Gegend um Monzón ist traditionsgemäß landwirtschaftlich geprägt. Nach der Einweihung des Aragón-Katalonien-Kanals im Jahr 1906 erfuhr die landwirtschaftliche Produktion einen deutlichen Aufschwung.
Die Ansiedlung von Industrie in Monzón begann Anfang des 20. Jahrhunderts mit einer Zuckerfabrik (Azucarera), die später jedoch nach Jerez de la Frontera verlegt wurde. Hinzu kamen Unternehmen wie die Düngemittelfabrik Hidro Nitro Española (HNE, heute Teil der Villa-Mir-Gruppe), Polidux und Aiscondel (beide chemische Industrie, insbesondere Kunststoffe).
Für die Industrialisierung ist die geografische Lage von Vorteil gewesen, da die Stadt auf Überlandstraßen mit Saragossa und Lleida sowie über eine nahegelegene Autobahn mit Pamplona verbunden ist. Durch Monzón führt eine Eisenbahnlinie nach Barcelona, Saragossa und Lleida.

## Geschichte

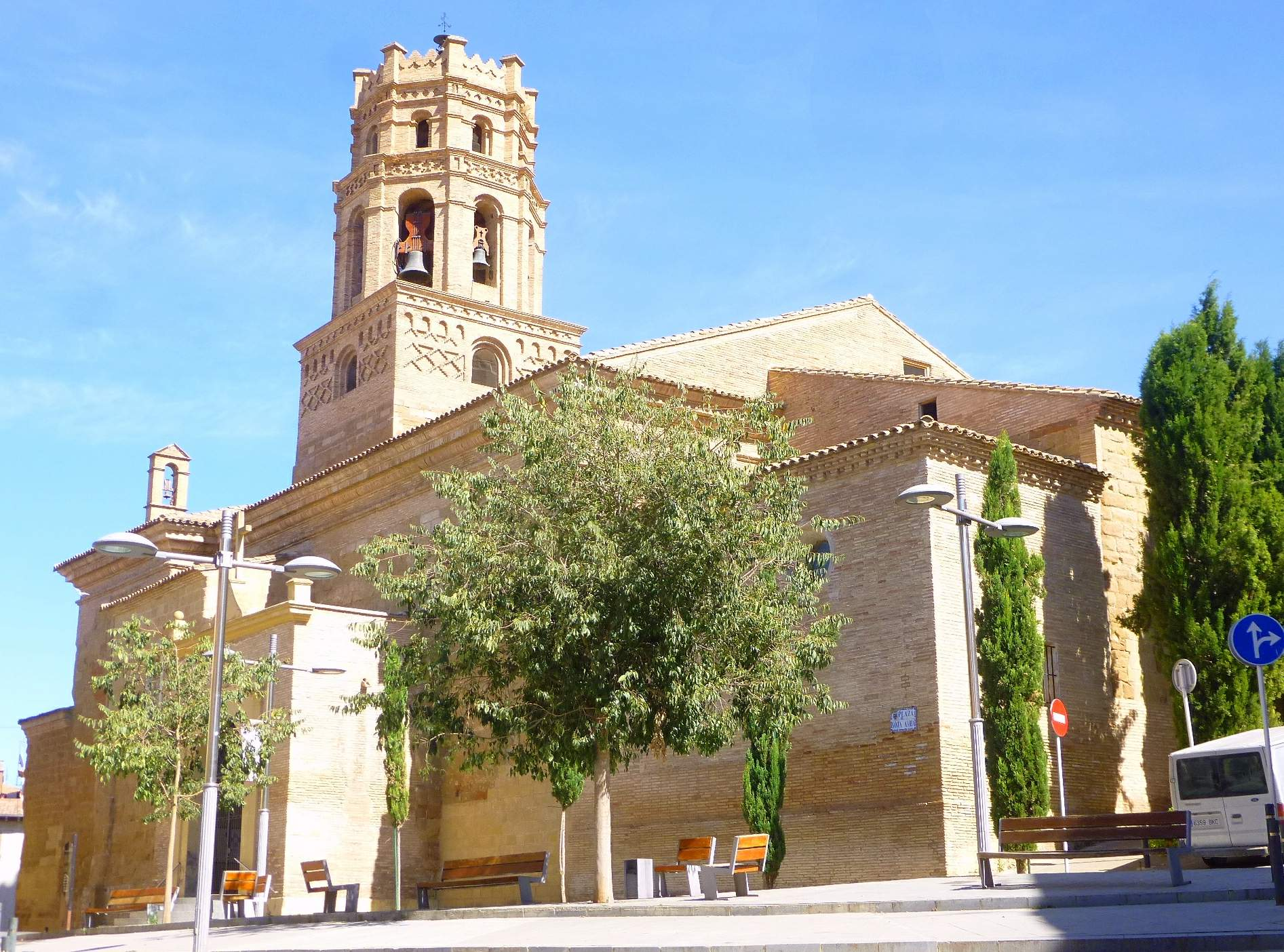
Monzón – Kathedrale

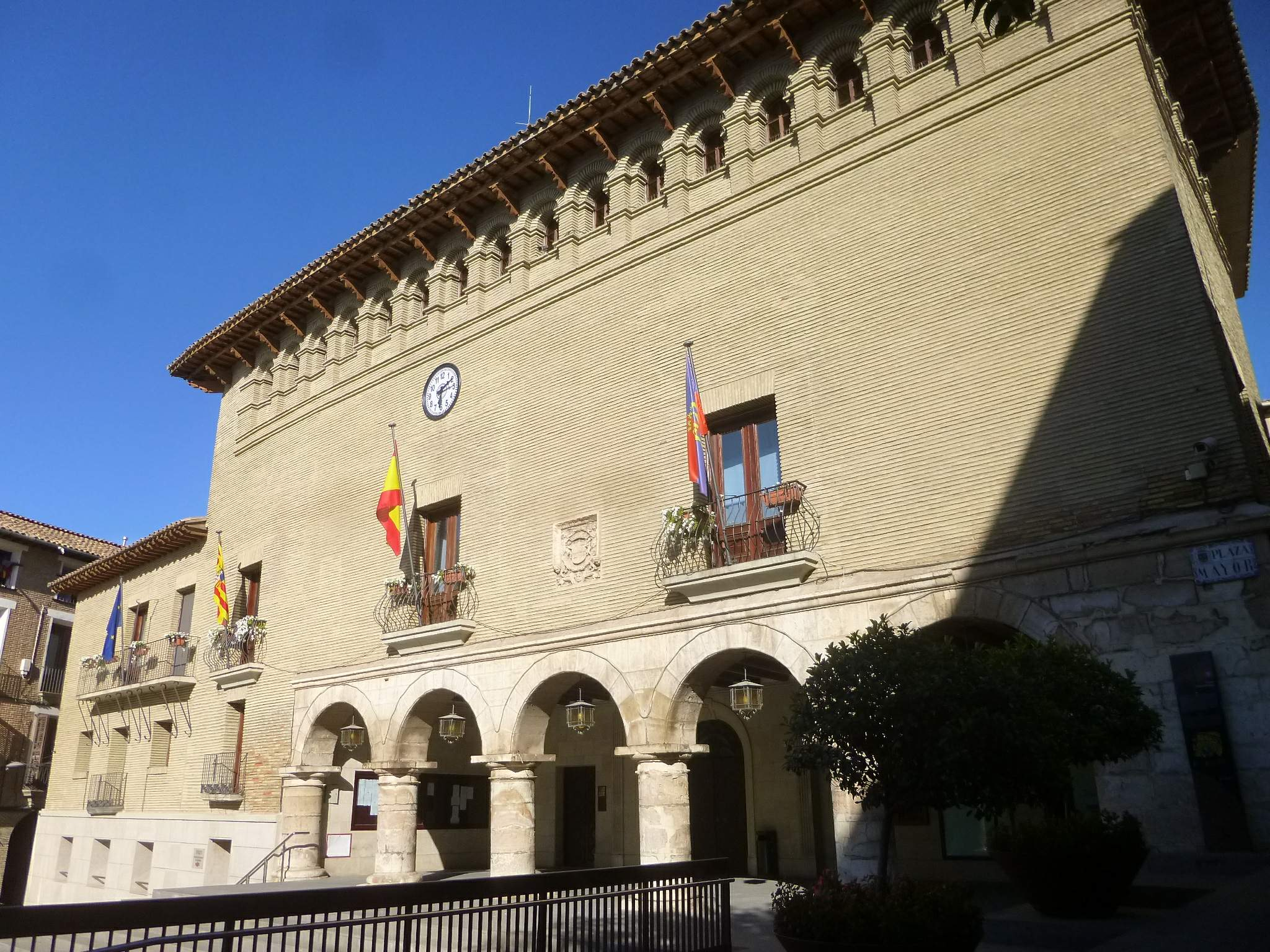
Monzón – Rathaus (ayuntamiento)

Die historische Bedeutung Monzóns ergibt sich aus seiner ehemaligen Stellung als Hauptort einer wichtigen Komturei des Templerordens. Zwischen dem 13. und dem 17. Jahrhundert war es zudem zahlreiche Male Tagungsort der Cortes Generales, der Ständeversammlungen der Krone von Aragonien.
Die Kathedrale Santa María del Romeral ist romanischen Ursprungs. Die Burg von Monzón hat ihre Ursprünge im 9. Jahrhundert; der Bergfried (torre del homenaje) stammt aus dieser Zeit. Beide dienten Königen und Adligen. Jakob I. von Aragonien verbrachte nach dem Tod seines Vaters Peter II. in der Schlacht bei Muret einen Teil seiner Jugend unter der Vormundschaft der Templer in der Festung. Als Wachposten zwischen den Tälern des Segre und des Cinca war die Burg von Monzón von jeher eine umkämpfte Festung.
Am 5. März 1626 schlossen Gaspar de Guzmán als Vertreter des spanischen Königs und Kardinals Richelieu als Vertreter des französischen Königs den „Vertrag von Monzón“ zur Regelung des Konfliktes zwischen den Drei Bünden und den Bürgern des Veltlin, in den sich Frankreich und Spanien eingemischt hatten.

## Sehenswürdigkeiten
- Castillo de Monzón, maurischer Ursprung (10. Jh.), seit 1143 Templerburg
- Konkathedrale Santa María del Romeral aus dem 12. und 13. Jahrhundert
- Franziskanerkonvent, bis 1835 Kloster; derzeit Sitz des Konservatoriums und Musiksaal
- Einsiedelei Ermita de la Virgen de la Alegría, 17. Jahrhundert
- Rathaus aus dem 16. und 17. Jahrhundert
- Stadttor Puerta de Luzán
- Mittelalterliche Stadtmauer
- Museum des Centro de Estudios de Monzón y Cinca Medio (Cehimo)

## Kultur
- Die bekannteste traditionelle Festivität in Monzón ist die sogenannte „Bürgermeister-Taufe“ im Rahmen der Fiestas de Santa Bárbara. In der Woche nach dem 21. September jeden Jahres findet das Patronatsfest zu Ehren des Evangelisten Matthäus statt. Am Ostermontag findet eine Wallfahrt zur Einsiedelei Ermita de la Alegría statt.
- In Monzón finden die Buchmesse Feria del Libro Aragonés, die Sammlermesse Replega und die Kunst- und Kunsthandwerksmesse Arteria statt. Es gibt lokale Literatur- und Malereiwettbewerbe.
- Musikalisch sind das Konservatorium „Miguel Fleta“, aus dem Gruppen wie das Ensemble XXI hervorgegangen sind, die Folkloregruppe Grupo Folclórico de Nuestra Señora de la Alegría und der Spielmannszug Banda Municipal La Lira erwähnenswert.

## Söhne und Töchter der Stadt
- Ramiro Sánchez de Navarra (1070–1116), Herr von Monzón
- Joaquín Costa (1846–1911), Pädagoge, Politiker und Sozialreformer. Eine der bedeutendsten Persönlichkeiten des Regeneracionismo
- Luz Gabás (* 1968), Schriftstellerin und Hochschullehrerin
- Eliseo Martín (* 1973), Leichtathlet (Hindernisläufer)
- Conchita Martínez (* 1972), Tennisspielerin
- José Luís Mumbiela Sierra (* 1969), Priester und Bischof der Diözese der Allerheiligsten Dreifaltigkeit zu Almaty
- José Mor de Fuentes (1762–1848), Schiffbauingenieur und Schriftsteller
- Javier Moracho (* 1957), Leichtathlet (Hürdenläufer)
- Mariano de Pano (1847–1948), Humanist, Politiker und Historiker
- Joaquín de Pano (1849–1919), Ingenieur, Vogelkundler, Philologe, Übersetzer und Musikkritiker; konstruierte zahlreiche Brücken über Cinca und Ebro
- Blas Sorribas (1862–1935), Ingenieur und Schöpfer des Freihafens von Barcelona

## Städtepartnerschaften
- Muret in Frankreich